# Bonloc
Bonloc (en euskera: Lekuine) es una localidad y comuna francesa situada en el departamento de Pirineos Atlánticos, en la región de Nueva Aquitania y el territorio histórico vascofrancés de Labort.
Bonloc con 102 ha. es la comuna más pequeña del departamento estando atravesada por el río Arán, Harana o también Joyeuse.
Limita al noroeste con Hasparren, al este con Ayherre y al suroeste con Mendionde.

## Heráldica
Partido: en campo de oro, una cruz flordelisada de sinople, y 2º, en campo de azur, un bordón de oro, acostado de tres veneras del mismo metal, uno en cada flanco y otro en jefe.

## Demografía
| Gráfica de evolución demográfica de Bonloc entre 1800 y 2012 |
|                                                              |

Fuentes: Ldh/EHESS/Cassini e INSEE.

## Celebridades de la comuna
- Yves Salaberri (deportista, pelotari)